# Christine Balfa
Pour les articles homonymes, voir Balfa.
Christine Balfa (née le 28 juin 1968) est une musicienne américaine de musique cadienne, et fille aînée de Dewey Balfa. 

## Biographie
En 1992, Balfa monte le groupe Balfa Toujours. Le groupe enregistre 6 CD, joue dans de nombreux films, et fait de nombreuses tournées en Amérique du Nord, en Europe, en Asie et en Australie. Dirk Powell est un ancien membre du groupe.
Vers 2006, Balfa, avec Kristi Guillory, Yvette Landry, et Anya Burgess montent le groupe Bonsoir Catin. En 2017, Landry n'est plus dans Bonsoir Catin, alors que Maegan Berard, Ashley Hayes, et Daniel Devillier rejoignent le groupe,,.

## Discographie
- 2006 : Christine Balfa Plays the Triangle (Valcour Records)[4],[5],[6],[7],[8]

### Avec Balfa Toujours
- 1993 : Pop tu me parles toujours (Swallow Records)
- 1994 : À vieille Terre Haute (Swallow Records)
- 1995 : New Cajun Tradition (Ace Records)
- 1995 : Alligator Stomp, Vol. 5: Cajun & Zydeco - The Next Generation (compilation, Rhino Records)
- 1997 : Bayou Hot Sauce (EasyDisc) (compilation, Rounder Records)
- 1996 : Deux Voyages (Rounder Records)
- 1998 : Allons danser – Bois Sec Ardoin avec Balfa Toujours (1998, Rounder Records CD 6081)
- 1998 : La Pointe (CD, Rounder Records)
- 2000 : Live at Whiskey River Landing (CD, Rounder Records)
- 2002 : Cajun Music: The Essential Collection (compilation, Rounder Records)
- 2011 : Best of Festivals Acadiens et Créoles 2002 (compilation, Festivals Acadiens et Créoles/Valcour Records)

### Avec Bonsoir Catin
- 2006 : Blues à Catin (Bridgetown Records, CD Baby)
- 2009 : Vive l'amour (Valcour Records)
- 2014 : Light the Stars (Valcour Records)
- 2017 : L'Aurore (Valcour Records)